# Калачов Микола Васильович

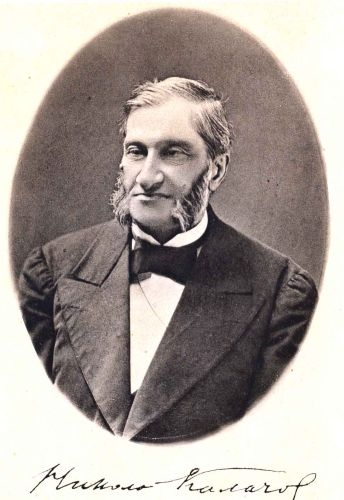

Калачов Микола Васильович (07.06(26.05).1819–06.11(25.10). 1885) — російський юрист, історик, археограф, архівіст. Академік Петербурзької АН (1883), сенатор.

## З біографії
Народився в с. Алексіно Юр'їв-Польського повіту Владимирської губернії (нині село Івановської обл., РФ). Від 1831 навчався в пансіоні Чермака, далі — в Московському дворянському інституті (1833–35) і на юридичному факультеті Московського університету, який закінчив 1840. Почав службу в Археографічній комісії при Петербузькій АН, але незабаром вийшов у відставку і кілька років господарював у родовому маєтку. 1846 повернувся до Москви і зайняв посаду бібліотекаря в Московському головному архіві Міністерства зовнішніх справ. У цьому ж році після захисту магістерської дисертації знов отримав посаду в Петербурзькій археографічній комісії (з умовою постійної праці в Москві). Водночас із 1848 — професор кафедри історії російського законодавства в Московському ун-ті. Після призначення 1851 членом Археографічної комісії залишив (1852) викладацьку діяльність. 1852–53 був у тривалій археографічній експедиції. 1857 переселився до Санкт-Петербурга і, не полишаючи служби в Археографічній комісії, почав працювати в 2-му відділенні Його величності імператорської канцелярії, де йому було доручено редагування 3-го видання цивільних законів. У грудні 1858 обраний чл.-кор. Петербурзької АН по розряду історико-політичних наук. Згодом брав участь у підготовці юридичних документів, що закріпили селянську реформу 1861 (чл. ред. комісії) та судову реформу 1864 (чл.-редактор комісії). З 1865 і до кінця життя — керуючий Московським архівом Міністерства юстиції. Одночасно був призначений сенатором («присутствовать в Правительствующем Сенате»). Очолював Тимчасову комісію з облаштування архівів при Міністерстві освіти (1873–80). Був організатором створення (1877) і першим директором Петербурзького археологічного інституту, започаткував видання при інституті часопису «Сборник Археологического института» (з 1885 — «Вестник археологии и истории»). Особисто ініціював прийняття 1884 рішення про формування в Російській імперії мережі губернських історичних архівів та губернських вчених архівних комісій, опублікував низку робіт з теорії і практики архівної справи. В квітні 1883 обраний ординарним академіком Петербурзької АН по історико-філологічному від-ні (рос. історія).
Як один з найавторитетніших істориків та правознавців свого часу багато зробив для пробудження громадської активності і самоорганізації рос. юристів. Організував у С.-Петербурзі гурток молодих правників для спільного вивчення і обговорення актуальних практичних питань судочинства, був одним із засновників та першим головою Моск. юрид. т-ва, засн. і ред (1860–64, 1867–70) час. «Юридический вестник», ініціатором проведення і головою 1-го з'їзду російських юристів (Москва, 1875).
В історико-юридичну науку увійшов насамперед як автор класичних досліджень «Руської правди», Мерила праведного, кормчих та інших пам'яток руського права. Захищену на початку своєї наукової кар'єри магістерську дисертацію «Предварительные юридические сведения для полного объяснения Русской правды» вдосконалював протягом усього життя і 1880 опублікував новим, значно уточненим і удвічі більшим за обсягом виданням. Його археографічна праця «Текст Русской правды на основании четырех списков разных редакций» витримала 1846–88 4 перевидання. Він був редактором та упорядником низки багатотомних археографічних видань, що містять унікальні публічно-правові та приватно-правові документи, в тому числі і такі, що стосуються України: «Архив историко-юридических сведений о России» (кн. 1–3, М., 1850–61); «Архив исторических и практических сведений, относящихся до России» (кн. 1–6, СПб., 1858–61; кн. 1–6, СПб., 1860–69); «Акты, относящиеся до юридического быта Древней России» (т. 1–3, СПб., 1857–84); «Дополнения к актам историческим» (т. 7–9, СПб., 1859–75); «Писцовые книги Московского государства» (т. 1, кн. 1–2, СПб., 1872–77); «Доклады и приговоры, состоявшиеся в Правительствующем Сенате в царствование Петра Великого» (т. 1–2, кн. 1–3, СПб., 1882–83), «Материалы для истории русского дворянства» (вып. 1–3, СПб., 1885–86). За його ініціативою було започатковано «Описание документов и бумаг, хранящихся в Московском архиве Министерства юстиции». Він зробив значний особистий внесок у розвиток досліджень звичаєвого права народів, які проживали в межах кордонів Рос. імперії. Саме за його ініціативою до ст. 130 Статуту цивільного судочинства було внесено норму, яка вперше дозволила застосування судами звичаєвого права. Програмне значення мала його доповідь про звичаєве право на 1-му з'їзді рос. юристів, в якій, зокрема, пропонувалося створити урядову комісію для збирання матеріалів звичаєвого права. У лютому 1876 у відділенні етнографії Рос. геогр. т-ва за його ініціативою і під його головуванням була створена «Комісія про народні юридичні звичаї», яка стала головним організатором і координатором відповідних досліджень.
Помер у маєтку Волхонщина Сердобського повіту Саратовської губ.